# Port lotniczy Leeuwarden
Port lotniczy Leeuwarden (IATA: LWR, ICAO: EHLW) – wojskowy port lotniczy położony w Leeuwarden (Holandia, prowincja Fryzja).